# عثمان الصيني
عثمان محمود حسين الصيني (ولد 1955) باحث لغوي وكاتب صحفي سعودي، رئيس تحرير صحيفة الوطن السعودية، وتولى رئاسة تحرير صحيفة مكة، والمجلة العربية.

## أصوله
ترجع أصول عثمان الصيني إلى شمال غربي الصين، وقد هاجرت أسرته إلى الحجاز قبل 80 عامًا تقريبًا قاطعةً جبال الهملايا، وقد صرَّح بهذا قائلًا: «البدايات كانت عندما جاء جدِّي قبل أكثر من 80 عامًا قبل الحرب العالمية الثانية من مناطقنا في شمال غربي الصين، وهي المِنطقة المسلمة هناك. وكانوا يأتون من هناك بالقوافل ويعبُرون جبال الهملايا إلى أن يصلوا ميناء كراتشي، ومن كراتشي ينتقلون بحرًا إلى جُدَّة، ولذلك كانت الرحلة تمتدُّ إلى شهور وأحيانًا إلى سنة».

## مؤهلاته العلمية
حاصل على دكتوراه (1990)، وماجستير (1982) في اللغة العربية من جامعة أم القرى في مكة المكرمة، ودبلوم خاصة في الإدارة والتخطيط التربوي من جامعة الملك عبد العزيز (1980)، وبكالوريوس في اللغة العربية وآدابها والتربية من جامعة الملك عبد العزيز (1976).

## حياته العملية
يشغل حاليًّا منصب رئيس تحرير صحيفة الوطن السعودية، وشغل منصب رئيس تحرير صحيفة مكة (2013- 2014)، ورئيس تحرير المجلة العربية ومديرها التنفيذي (2007- 2013)، وكُلِّف رئاسةَ تحرير صحيفة الوطن السعودية (2005-2007)، وكان نائبًا لرئيس تحريرها (1999- 2005). وهو مستشار هيئة الصحفيين السعوديين منذ (2006)، ومستشار بوزارة الإعلام منذ (2007).
عمل أستاذًا مشاركًا بقسم اللغة العربية بكلية المعلمين، وأستاذًا مساعدًا بقسم اللغة العربية بكلية المعلمين بالطائف، ومحاضرًا بقسم اللغة العربية بالكلية المتوسطة ثم كلية المعلمين، وتولى رئاسةَ قسم اللغة العربية بكلية المعلمين بالطائف من (1989- 1996)، وإدارةَ مركز البحوث العلمية بالكلية المتوسطة بالطائف من (1985- 1987).

## آثاره

### الكتب
- نشرُ اللطائف في قطر الطائف، لابن عراق الكناني، تحقيق ودراسة، مطبوعات نادي الطائف الأدبي، 1406هـ/ 1986م.
- فهرس المخطوطات العربية بمكتبة عبد الله بن العَّباس بمدينة الطائف، منشورات معهد المخطوطات العربية، الكويت، 1407هـ/ 1986م.
- دار التوحيد تطوُّر تعليمي وتغيُّر اجتماعي، منشورات اللجنة العليا للاحتفال بمرور 50 عامًا على تأسيس دار التوحيد، الطائف، 1415هـ (مشترك).
- قصد السبيل فيما في اللغة العربية من الدَّخيل، لمحمد الأمين بن فضل الله المحبي، تحقيق وشرح، مكتبة التوبة، الرياض، 1415هـ/ 1994م.
- العالم أفقيًّا: أمريكا والصين والسعودية، (بالاشتراك مع الدكتور عصام عبد الله)، دار مدارك السعودية، 2019.[5][6]
- رِدِّية التراث الحي. 2024.[7]
- سيرة من رأى، صدر عن جمعية أدبي الطائف، 2025م.[8]

### الأبحاث
- الأخطاء الإملائية لدى طلاب الصف السادس الابتدائي بمدينة الطائف، المجلة التربوية، جامعة الكويت، العدد 32، المجلد الثامن، 1994م.
- شواذ التصغير، بحث في التحصيل الوصفي، مجلة كلية دار العلوم، جامعة القاهرة، العدد 20، 1996م.
- القواعد الثلاثون للقوافي، تحقيق ودراسة مجلة جامعة أم القرى مكة المكرمة، السنة العاشرة، العدد 15، 1997م.
- السِّمات اللغوية للمتحدِّثين في البرامج الإذاعية، ضيف الإذاعة نموذجًا، بحث قُدِّم لندوة ظاهرة الضعف اللغوي بكلية اللغة العربية بجامعة الإمام محمد بن سعود الإسلامية، الرياض من 17- 19 أكتوبر 1995م.
- مستويات التركيب في لغة قصص الأطفال في المملكة العربية السعودية، بحث مقدَّم للمؤتمر الثاني للأدباء السعوديين بجامعة أم القرى مكة المكرمة، من 24- 26 نوفمبر 1998م.